# Sarah Loinaz Marjaní
Sarah Loinaz Marjaní (Sant Sebastià, Guipúscoa, 11 de juliol de 1998) és una model i reina de bellesa espanyola-marroquina, guanyadora del concurs Miss Univers Espanya 2021.
Va créixer a Sant Sebastià. El seu pare és espanyol mentre que la seva mare és marroquina. Loinaz va estudiar administració i direcció d'empreses. Parla quatre idiomes diferents, ja que ha crescut en una família multicultural i ha viscut a diversos països.
El 25 d'octubre de 2015, va representar basc a Miss World Spain 2015 i va competir contra 24 candidats més a l'auditori Phillip VI de Màlaga. Va guanyar el premi Top Model i va acabar en el Top 10.
El 5 de novembre de 2016, va representar Espanya al Reina Hispanoamericana 2016 i va competir contra 22 candidats més a Santa Cruz, Bolívia. Va ser 5a subcampiona.
El 14 de setembre de 2017, va representar a Guipúscoa a Miss Universe Espanya 2017 i va competir contra 39 candidats més al Teatre Fortuna de l'Hotel THB Torrequebrada Class de Benalmádena. Va quedar 1a subcampiona de Sofia del Prado, que va acabar entre els 10 primers de Miss Univers 2017.
El 16 d'octubre de 2021, va competir contra altres 15 candidats per Miss Universe Espanya 2021 al Los Olivos Beach Resort de Costa Adeje, Tenerife, Illes Canàries. És la guanyadora del títol de Miss Univers Espanya 2021.
Com a Miss Univers Espanya, Loinaz va representar Espanya al concurs Miss Univers 2021 celebrat a Eilat, Israel.